# Gesù di Nazareth (miniserie televisiva)
Gesù di Nazareth è uno sceneggiato televisivo anglo-italiano del 1977, diretto da Franco Zeffirelli e trasmesso in prima visione su Rai 1, a colori, in 5 puntate di un'ora circa ciascuna, dal 27 marzo al 24 aprile.
Racconta la vita, la morte e la resurrezione di Gesù, ispirandosi ai quattro Vangeli e ad alcuni episodi apocrifi.
Ebbe un grande successo di pubblico, al punto da essere replicato più volte, anche a livello internazionale: negli Stati Uniti la rivista TV Guide la definì "la miglior miniserie televisiva di tutti i tempi". Nel 1978, l'opera approdò nelle sale cinematografiche ma fu ridotta alla durata di quattro ore.

## Trama
In Giudea il re Erode il Grande chiacchiera a un banchetto con due rappresentanti di Augusto, imperatore di Roma, ironizzando sull'avvento del Messia presso il popolo ebraico.
A Nazareth, una giovane popolana di nome Maria, promessa sposa a un falegname chiamato Giuseppe, riceve la visita dell'arcangelo Gabriele che le preannuncia la generazione del figlio di Dio, e che anche la cugina Elisabetta genererà un figlio assieme al vecchio marito, il sacerdote Zaccaria, Giovanni il Battista. E così ben presto Maria si mette in viaggio per fare visita alla cugina e avere conferma dell'annuncio ricevuto. Intanto Giuseppe, venuto a sapere della strana gravidanza di Maria, pensa inizialmente di ripudiarla in segreto, ma viene convinto in sogno ad accettarla nella propria casa.
Il governo di Roma ordina il censimento e cosi Giuseppe e Maria partono per Betlemme, dove in una stalla nascerà il bambino che sarà chiamato Gesù, venerato da pastori e dai re Magi Baldassarre, Gasparre e Melchiorre, giunti seguendo una cometa. Re Erode, venuto a sapere della venuta al mondo del possibile nuovo Messia, ordina che tutti i bambini del posto al di sotto dei due anni vengano uccisi. Mentre si compie la terribile carneficina, la famiglia di Giuseppe fugge in Egitto per poi rientrare dopo pochi anni a Nazareth alla morte del crudele sovrano. Man mano il piccolo Gesù impara le Sacre Scritture.
Passati una ventina d'anni, sotto il regno di Erode Antipa, figlio del precedente monarca, il giovane Gesù incontra il cugino Giovanni Battista sulle rive del fiume Giordano e gli chiede di essere battezzato come tutti gli altri peccatori.
Dopo essere stato cacciato da Nazareth per le sue dure parole pronunciate nella sinagoga, Gesù comincia a riunire attorno a sé i primi discepoli: Andrea, Filippo, Giovanni e Giacomo. Incontra un giovane indemoniato e lo libera; fa riempire di pesci la barca di Simon Pietro, va a casa di Matteo Levi, l'esattore delle tasse, e racconta la parabola del figlio prodigo, convincendo così sia l'ostile Simon Pietro che Matteo a seguirlo; resuscita la figlia di Giairo, toccando il cuore di Tommaso. La sua predicazione raccoglie ormai sempre più persone, attratte anche dai tanti miracoli: restituisce la vista ad un cieco, sfama centinaia di persone moltiplicando i pochi pani e pesci disponibili. Altri episodi della sua vita si susseguono: l'incontro con Giuda Iscariota e con Maria Maddalena, il discorso della montagna, l'invio dei discepoli a predicare, fino al riconoscimento di Pietro a capo della Chiesa. Nel frattempo il Battista viene ucciso con uno stratagemma architettato dalla moglie adultera del fratello di Erode, Erodiade, la quale, sfruttando le grazie della giovane figlia Salomè, costringe il re a farlo decapitare.
Gesù ormai adulto comincia a essere malvisto dai sacerdoti ebrei, poiché dichiara di essere il figlio di Dio, cosa inaccettabile per le loro leggi; inoltre i romani cominciano a perdere il controllo della situazione in Giudea. Così, dopo aver celebrato l'Ultima Cena, viene catturato dai messi del sommo sacerdote Caifa, mandati sul posto dal traditore Giuda, e successivamente condotto davanti al governatore Ponzio Pilato per essere giudicato. Pilato dapprima lo condanna a morte ma poi, ricordando una antica legge che prevede la grazia di un detenuto in occasione della Pasqua, affida la decisione al popolo che però preferisce l'assassino Barabba. Quindi Gesù percorre un lungo tratto a piedi, dal tribunale alla collina scelta per la crocifissione sul Golgota, portando sulle spalle la sua croce, sopportando il dolore delle frustate dei soldati e della corona di spine sul capo, tra gli scherni e i pianti della folla. Muore dopo una lunga agonia, tra due ladroni comuni condannati alla medesima pena, ma resuscita dopo il terzo giorno, apparendo prima a Maria Maddalena e poi agli Apostoli ai quali affida l'annuncio del Vangelo, per poi salire definitivamente in Cielo, alla destra del Padre.

## Produzione

### Regia e sceneggiatura
A seguito del successo ottenuto dalla miniserie televisiva Mosè (1974) interpretata da Burt Lancaster che avevano prodotto insieme, i produttori Lew Grade (ITC-Incorporated Television Company) e Vincenzo Labella (Rai-Radiotelevisione Italiana) decisero di realizzare una pellicola incentrata sulla figura di Gesù. Inizialmente pensarono a Ingmar Bergman per la regia ma alla fine optarono per Franco Zeffirelli.
(Franco Zeffirelli)
Zeffirelli accettò l'incarico a condizione di essere coadiuvato durante tutta la lavorazione dai migliori esperti di teologia ebraica, cristiana ed islamica: furono infatti consultati monsignor Pietro Rossano (già Rettore della Pontificia Università Lateranense), il pastore anglicano Richard Gilbert, il rabbino Albert Friedlander (professore del Leo Baeck College di Londra) e Mohammed ben Bourboue della scuola coranica di Meknes, in Marocco.
La prima stesura della sceneggiatura fu affidata allo scrittore britannico Anthony Burgess, cui subentrarono successivamente Suso Cecchi D'Amico, Masolino D'Amico e David Butler, con l'apporto dello stesso Zeffirelli e la consulenza di Pier Emilio Gennarini, vicinissimo a Ettore Bernabei, all’epoca direttore generale della Rai.

### Riprese
Dopo alcuni sopralluoghi in Palestina, Giordania ed Egitto effettuati tra il 1974 e il 1975, Zeffirelli decise di girare interamente tra Tunisia e Marocco, individuate come scenario ideale per la vita di Gesù Cristo. Il giovane produttore Tarak Ben Ammar fu incaricato di svolgere il ruolo di produttore delegato per la Tunisia.
Le riprese, iniziate il 29 settembre 1975 e terminate il 24 maggio 1976 con due sole sospensioni per le feste di Natale del 1975 e il 19 marzo 1976 per consentire a Zeffirelli di partecipare ai funerali del suo amico Luchino Visconti, si svolsero nelle seguenti località:
- Tinghir, per le scene di Betlemme;
- Monastir, per le scene del Tempio di Gerusalemme e della fortezza Antonia;
- Sousse, per le scene del Golgota;
- Oasi di Gabes, per le scene lungo il fiume Giordano;
- Fertassa, per le scene di Nazareth;
- Lamta, per le scene di Cafarnao;
- Ouarzazate, per le scene del palazzo di Erode.[3]

In totale furono necessari due anni di lavorazione, otto mesi di riprese, 220 attori, mille comparse coinvolte per le scene di massa.
Il 19 settembre 1976, sei mesi prima della messa in onda dello sceneggiato, la Rai trasmise il documentario making of dalla durata di circa un'ora Diario di un film: Gesù di Nazareth, realizzato da Luigi Martelli e Piero Badaloni con interviste e riprese dai set per raccontare la lavorazione della pellicola.

### Produzione artistica
Sebbene sia rubricato come sceneggiato dall'Enciclopedia della televisione, l'opera televisiva di Zeffirelli fa da spartiacque fra il tradizionale format televisivo fino ad allora adottato dalla televisione pubblica italiana e le successive produzioni in stile kolossal che avrebbero contraddistinto la produzione del genere nei decenni successivi.
L'opera di Zeffirelli intendeva offrire secondo la produzione un affresco teso a distruggere "la mitologia del Cristo per fare di Gesù un vero uomo, non un personaggio di favola". In realtà, "i costumi e le scene, che ostentano la cura del particolare e la raffinatezza del gusto, fanno da cornice e fondo alle pennellate assai oleografiche del regista".

### Cast
Nel cast prescelto per la miniserie vi furono in tutto sei attori vincitori di premi Oscar già al momento delle riprese (Bancroft, Borgnine, Olivier, Quinn, Steiger e Ustinov), mentre altri sei attori erano stati candidati (Bannen, Cortese, Holm, Earl Jones, Mason, Richardson). Christopher Plummer ricevette il premio dopo la fine delle riprese di Gesù di Nazareth, come pure Earl Jones. La presenza di un cast d'eccezione, oltre all'importanza della produzione ed al nome di Zeffirelli, fu sicuramente incoraggiata dall'intervento personale di Olivier che, da fervente credente, ardeva dal desiderio di partecipare al progetto senza alcun compenso e bastò il suo nome a richiamare una folta schiera di altri attori di Hollywood, che accettarono di partecipare con lo stesso compenso di 30.000 dollari.
Elizabeth Taylor, che doveva interpretare Maria Maddalena, si ammalò gravemente e venne sostituita fortuitamente da Anne Bancroft. Per la parte di Ponzio Pilato era stato scelto inizialmente Marcello Mastroianni ma rinunciò per problemi legati al compenso, venendo sostituito da Rod Steiger. Claudia Cardinale, nel ruolo dell'adultera, compare in una sola scena per pochi minuti e recita la battuta più corta di tutta la pellicola.
Diversi membri del cast avevano già collaborato con Zeffirelli in precedenza. L'attrice inglese Hussey, York, Holder, Lovell e Skinner erano apparsi tutti in Romeo e Giulietta rispettivamente come Giulietta, Tebaldo, Pietro, Sansone e Baldassarre. Inoltre, Pino Colizzi che appare nel ruolo di Jobab, aveva doppiato Michael York nella versione italiana di Romeo e Giulietta.

### Rappresentazione di Gesù
Zeffirelli, dopo aver scartato la candidatura di Al Pacino per il ruolo di Gesù, optò per l’attore britannico Robert Powell, inizialmente provinato per la parte di Giuda. Il regista, colpito dalla recitazione di Powell in teatro a Londra, lo invitò a Roma per il provino. Descrivendolo come un uomo dall'aspetto comune ma con occhi azzurri straordinariamente penetranti, il regista iniziò a considerarlo come protagonista, influenzato anche da un'osservazione del suo operatore: “Se Giuda ha questi occhi, che occhi dovrà avere Gesù?”. Dopo un accurato lavoro di preparazione, che incluse il trucco, la pettinatura con capelli lunghi e la scelta del costume, Powell lasciò un’impressione indelebile su tutti i membri della produzione. Durante le ultime fasi del processo, una sarta, vedendolo per la prima volta nei panni del personaggio, reagì con profonda emozione: cadde in ginocchio e, con le lacrime agli occhi, si fece il segno della croce esclamando: “Signore!”. Questo episodio confermò a Zeffirelli e al suo team di aver trovato l’interprete ideale per incarnare il ruolo di Gesù.
Powell raramente sbatte le palpebre nell'intero film e secondo Zeffirelli questa fu una decisione voluta per mantenere uno sguardo penetrante e un continuo contatto visivo con lo spettatore. Un eyeliner di colore blu scuro fu applicato sul set con lo scopo di accentuare gli occhi blu di Powell. L'immagine di Powell dopo il film è divenuta essa stessa protagonista dell'arte devozionale, al punto da "definire l'immagine di Cristo nella mente del pubblico più di qualsiasi altro film sul medesimo tema". Per la scena della crocifissione, Powell si sottopose a una dieta di solo formaggio per dodici giorni prima delle riprese "di modo da apparire quanto più logoro si potesse".
Powell nella versione italiana è doppiato da Pino Colizzi, che nel film interpreta anche il buon ladrone crocifisso con Gesù.

## Distribuzione e accoglienza
Gesù di Nazareth fu trasmesso per la prima volta nella primavera del 1977 sulla Rete 1 (oggi Rai 1), in concomitanza con il periodo pasquale. Fu una delle prime trasmissioni a colori della Rai. L'opera, della durata complessiva di tre ore, venne suddivisa in cinque puntate e si stima che raggiunse un pubblico di circa 400 milioni di spettatori a livello globale.

La Domenica delle Palme, 3 aprile 1977 – data della trasmissione del secondo episodio – papa Paolo VI citò la produzione nell'Angelus e ne raccomandò la visione ai fedeli. Lo stesso Montini, già da arcivescovo di Milano, aveva avuto modo di conoscere Zeffirelli e lo aveva consigliato anche durante la produzione dello sceneggiato. La serie ebbe un riscontro molto positivo: secondo i dati diffusi dai domenicani tedeschi e dallo studio Ambros Eichenberger, l'84% dei proprietari di televisori nelle grandi città guardarono la serie. Ad esempio, gli spettatori del terzo episodio, trasmesso il 10 aprile (Domenica di Pasqua), furono stimati in 28.300.000.
(Franco Zeffirelli)
Nel Regno Unito e negli Stati Uniti, il film venne trasmesso in due parti di differenti lunghezze, la prima il 3 aprile e la seconda il giorno di Pasqua, il 10 aprile 1977. Durante la prima trasmissione nel Regno Unito, Gesù di Nazareth venne visto da 21.000.000 di spettatori.
Quando il film venne trasmesso negli Stati Uniti fu un successo senza precedenti: il The New York Times riportò a tal proposito "[esso] ha spazzato via tutti i programmi in competizione al sabato sera", raggiungendo secondo Nielsen ratings il 53% dell'audience a Los Angeles ed il 46% a New York City. Sempre secondo Nielsen, la miniserie attirò il 50% degli spettatori in tutti gli Stati Uniti, complessivamente. Vennero calcolati circa 90.000.000 di spettatori.
Nella Repubblica Federale Tedesca la miniserie venne trasmessa dalla ZDF in quattro episodi il 19, il 21, il 23 ed il 24 marzo 1978; ottenendo il 40% di share.
Gesù di Nazareth si trasformò in un enorme successo commerciale ed è ancora oggi una delle produzioni sulla vita di Cristo più commerciali, più criticate e meglio conosciute, tanto che la televisione l'ha spesso riproposto in occasione delle festività natalizie e pasquali. Il produttore Lew Grade disse che fece ricavare un profitto netto di 30.000.000 di dollari ai produttori. La rappresentazione di Gesù incarnata da Robert Powell in particolare venne lodata dalla critica.

### Edizione italiana
Lo sceneggiato fu doppiato in italiano presso la C.D. - Cooperativa Doppiatori. I dialoghi italiani sono di Suso Cecchi D'Amico e Masolino D'Amico, la direzione del doppiaggio è di Renato Izzo. Pino Colizzi oltre a doppiare l'attore Robert Powell (Gesù), interpreta anche il personaggio di Jobab, uno dei due ladroni crocifissi doppiato a sua volta da Cesare Barbetti.

### Controversie
Prima dell'iniziale trasmissione in TV, Gesù di Nazareth venne ampiamente criticato da alcuni fondamentalisti americani protestanti, guidati da Bob Jones III, presidente della Bob Jones University nella Carolina del Sud, e dal Dr. Bill Bright, in quanto questi ritenevano che in più punti il film non fosse aderente al racconto del Vangelo. Zeffirelli disse a un intervistatore del Modern Screen che il film avrebbe rappresentato Gesù come "un uomo ordinario - gentile, fragile, semplice". Jones interpretò queste parole come una negazione della natura divina di Cristo. Pur non avendo mai visto il film, Jones lo denunciò come un'opera blasfema. Lamentele in forma di 18.000 lettere giunsero anche alla General Motors che era intenzionata a sostenere i costi del film per 3.000.000 di dollari, al punto che la ditta decise di ritirare il proprio sponsor.

## Variazioni narrative rispetto ai vangeli
Anche se il film è generalmente fedele alle fonti evangeliche e più completo di molti altri film sul medesimo tema, Zeffirelli e gli sceneggiatori ritennero necessario prendersi alcune libertà relativamente alle scritture per abbreviare o consentire la continuità narrativa. Alcune di queste variazioni si basano su tradizioni extra-bibliche (ad esempio la visita dei re a Gesù bambino, che il vangelo chiama "magi" o "astrologi", ma dei quali non dice mai il numero). Alcune variazioni vennero inventate appositamente per la sceneggiatura:
- La figura di Giuda è quella maggiormente controversa e mutata nel film: secondo i vangeli non solo egli rubò a suo tempo dei soldi dalla cassa dei discepoli (Giovanni 12:6) ma tradì il suo Maestro semplicemente per denaro (Luca 22:5); nel film, invece, la figura di Giuda viene vista come una personalità più complessa, implicata politicamente a cospirare con gli zeloti per la liberazione del popolo ebraico in un modo che da alcuni è stato indicato come intenzionale a rivalutare la sua figura.
- Il film propone una serie di personaggi non evangelici. Tra questi Zerah, interpretato da Ian Holm, è una figura essenziale per definire l'antagonista principale della miniserie. Zerah è infatti utilizzato per dare a Giuda il motivo di tradire il suo Maestro, chiede al Sinedrio di ascoltare Gesù non per salvarlo ma per avere una prova della sua colpevolezza, ed egli stesso si confronta personalmente con Gesù in almeno due punti del film, al Tempio ed al momento dell'arresto al Getsemani. Tra gli altri personaggi inventati vi sono Quintilio, Yehuda e Amos.
- Nel vangelo, l'unica menzione di Gesù da ragazzo è il suo viaggio al tempio di Gerusalemme all'età di 12 anni. Nel film, Gesù ragazzo viene mostrato anche al suo bar mitzvah, interrotto da un raid di soldati romani che saccheggiano l'area alla ricerca di rifornimenti. La rappresentazione di un bar mitzvah è anacronistica dal momento che la cerimonia non era in uso al tempo di Gesù. Il giovane Gesù viene inoltre raffigurato mentre scala una roccia per guardare il paesaggio della Giudea dall'alto mentre Giuseppe fa un'analogia col raggiungere il Paradiso.
- Il film mostra la scena della morte di Giuseppe ma i Vangeli non lo menzionano più dopo l'episodio del tempio.
- L'apostolo Andrea presenta Simone a Gesù come "Mio fratello, Simon Pietro." Ma "Pietro" è il nome che Gesù diede a Simone (Giovanni 1:42; Matteo 16:18) e non il suo nome originale.
- L'apostolo Tommaso, prima della sua chiamata, è raffigurato come servitore di Giairo, il capo della sinagoga la cui figlia dodicenne Gesù risuscita dai morti. In nessuno dei racconti evangelici Tommaso viene descritto come servitore di Giairo. Questa scelta nel film è stata fatta per introdurre la figura di Tommaso come "dubitatore" dal momento che è egli il primo a dire che la figlia di Giairo "sta solo dormendo".
- La Parabola del figliuol prodigo (Luca 15:11–32) è utilizzata simultaneamente per redimere Matteo e per riconciliarlo col suo nemico, Simon Pietro. Il fatto non è presente nel vangelo.
- La prostituta e la donna che unge i piedi di Gesù sono riunite in un'unica persona. Il vangelo indica che Maria Maddalena (che non viene mai indicata direttamente come prostituta) fosse una donna con sette demoni dentro di lei, mentre colei che portava l'unguento era Maria di Betania, sorella di Lazzaro (Giovanni 11:2). Ad ogni modo l'identificazione di queste tre donne è presente nella tradizione cristiana.
- La guarigione del cieco nato, nella quale Gesù ricopre gli occhi del poverello con terra e sua saliva, è ambientata nel tempio; Giovanni 9 riporta come al momento dello svolgimento del fatto Gesù avesse lasciato il Tempio e stesse "camminando oltre".
- Barabba è indicato nel film come uno zelota (estremista politico e agitatore). L'incontro ed il dialogo tra Gesù e Barabba sono invenzione cinematografica non attestata dai vangeli.
- Sia i vangeli che il film narrano la storia di un centurione romano che chiede a Gesù di guarire il suo servo malato. Il film solo, ad ogni modo, presenta lo stesso ufficiale (impersonato da Ernest Borgnine) come uno dei soldati ai piedi della croce.
- Nel film, Nicodemo visita Gesù nel tardo pomeriggio e non la notte come indicato in Giovanni 3:3.
- Nel vangelo, Giuda viene pagato 30 pezzi d'argento per tradire Gesù. Pieno di rimorso, è lui stesso a rigettare quel denaro ai piedi dei sacerdoti (Matteo 27:3–5). Nel film, Giuda ottiene le monete d'argento da Zerah; non torna a restituire il denaro ma lo si trova ai piedi dell'albero quando egli decide di impiccarsi, segno estremo del suo tradimento.
- Nel film, Ponzio Pilato, dopo aver accusato Gesù di tradimento, lo condanna a essere crocifisso. I vangeli ricordano che Pilato condannò Gesù su pressione della folla. Il film indica che tali pressioni vennero in realtà dal Sinedrio prima del processo romano, anche se tale affermazione non è esplicitata nella pellicola. Nel film inoltre Pilato lascia la scena lavandosi le mani anziché farlo durante il processo.
- Il film non rappresenta Pilato che rimanda Gesù da Erode Antipa e Erode che rimanda Gesù da Pilato come indicato in Luca 23:6-12.
- Nel film si vede la rimozione della corona di spine dal capo di Gesù durante il processo della crocifissione. Questa rimozione non viene menzionata nei vangeli ed anzi le raffigurazioni principali di Gesù sulla croce lo mostrano con la corona di spine sul capo.

## Premi e riconoscimenti
Gesù di Nazareth ricevette una candidatura all'Emmy Award. Inoltre, James Farentino, che interpretò Simon Pietro, ricevette una candidatura particolare per il suo ruolo.
Il film venne candidato per sei British Academy Television Awards: miglior attore, miglior cameraman, miglior serie televisiva, miglior editore, migliori costumi, miglior suono. Non ne vinse alcuno.
Gesù di Nazareth vinse un premio per la miglior fotografia ad Armando Nannuzzi, per i migliori costumi a Lucia Mirisola e per i migliori disegni di produzione sempre alla Mirisola, da parte del sindacato italiano dei giornalisti.
- 1978 - Nastro d'argento
  - Nastro d'argento alla migliore scenografia  a Gianni Quaranta
  - Nastro d'argento alla migliore fotografia ad Armando Nannuzzi